# Man on the Moon (sang)
"Man on the Moone" er en sang af det alternative rockband R.E.M., og den blev udgivet som den anden single fra deres album Automatic for the People fra 1992. Teksten blev skrevet af forsangeren Michael Stipe, og musikken blev skrevet af trommeslager Bill Berry og guitarist Peter Buck, og sangen er krediteret til hele bandet som alle deres øvrige sange. Sangen blev godt modtaget af kritikerne, og den toppede som nummer 30 Billboard Hot 100 og som nummer 18 på UK Singles Chart. Det er en af R.E.M.'s mest populære sange og den blev inkluderet på opsamlingsalbummene In Time: The Best of R.E.M. 1988–2003 og Part Lies, Part Heart, Part Truth, Part Garbage 1982–2011.
Teksten er en hyldest til komiker og performer Andy Kaufman, og den indeholder adskillige referencer til hans karriere, inklusive hans Elvis-imitation, wrestling, og filmen My Breakfast with Blassie. Sangens titel og omkvæd refererer til konspirationsteorier om månelandingen som en hentydning til rygter om at Kaufmans død i 1984 blev forfalsket. Sangen gav navn til Miloš Formans film baseret på Kaufmans liv, og den blev brugt i filmen og var med på soundtracket.

## Spor
Alle sange er skrevet af Bill Berry, Peter Buck, Mike Mills og Michael Stipe medmindre andet er noteret.

### US 7", kassettebånd og CD single
1. "Man on the Moon" – 5:12
2. "New Orleans Instrumental #2" – 3:48

### UK "collector's edition" CD single
1. "Man on the Moon" – 5:12
2. "Fruity Organ" – 3:26
3. "New Orleans Instrumental #2" – 3:48
4. "Arms of Love" (Robyn Hitchcock) – 3:35

### DE 12" og CD maxi-single
1. "Man on the Moon" (edit) – 4:39
2. "Turn You Inside-Out" – 4:15
3. "Arms of Love" (Hitchcock) – 3:35

### UK og DE 7" og kassettebånd
1. "Man on the Moon" (edit) – 4:39
2. "Turn You Inside-Out" – 4:15

## Hitlister
| Hitliste (1992)                       | Højeste placering |
| ------------------------------------- | ----------------- |
| Australian Singles Chart              | 39                |
| Canadian Hot 100                      | 4                 |
| Irish Singles Chart                   | 17                |
| UK Singles Chart                      | 18                |
| U.S. Billboard Hot 100                | 30                |
| U.S. Billboard Modern Rock Tracks     | 2                 |
| U.S. Billboard Mainstream Rock Tracks | 4                 |